# Nilüfer Belediye Spor Kulübü 2019-2020 (pallavolo)
Questa voce raccoglie le informazioni riguardanti il Nilüfer Belediye Spor Kulübü nelle competizioni ufficiali della stagione 2019-2020.

## Organigramma societario
Area direttiva
- Presidente: Ali Karamık

Area tecnica
- Allenatore: Tore Aleksandersen
- Allenatore in seconda: Ufuk Bileke
- Scoutman: Emre Yanık

## Rosa
| N° | Nome                | Ruolo | Data di nascita   | Nazionalità sportiva |
| -- | ------------------- | ----- | ----------------- | -------------------- |
| 1  | Hélène Rousseaux    | S     | 25 settembre 1991 | Belgio               |
| 2  | Aslı Tecimer        | S     | 6 febbraio 1999   | Turchia              |
| 3  | Elif Uzun           | S     | 1º aprile 1991    | Turchia              |
| 4  | Sherridan Atkinson  | O     | 15 luglio 1996    | Stati Uniti          |
| 6  | Seda Menekşe        | S     | 8 luglio 1997     | Turchia              |
| 8  | Buse Ünal           | P     | 29 luglio 1997    | Turchia              |
| 9  | Ceren Çınar         | P     | 9 settembre 1992  | Turchia              |
| 10 | Hümay Topaloğlu     | S     | 3 agosto 1996     | Turchia              |
| 11 | Buse Kayacan        | L     | 15 luglio 1992    | Turchia              |
| 12 | Aybüke Özdemir      | C     | 15 giugno 1996    | Turchia              |
| 13 | Sabriye Gönülkırmaz | C     | 17 maggio 1994    | Turchia              |
| 15 | Katerina Zhidkova   | O     | 28 settembre 1989 | Azerbaigian          |
| 16 | İkbal Albayrak      | C     | 15 ottobre 1991   | Turchia              |
| 17 | Resmiye Çakmak      | L     | 8 maggio 1992     | Turchia              |

## Statistiche

### Statistiche di squadra
| Competizione     | Punti | In casa | In casa | In casa | In trasferta | In trasferta | In trasferta | Totale | Totale | Totale |
| Competizione     | Punti | G       | V       | P       | G            | V            | P            | G      | V      | P      |
| ---------------- | ----- | ------- | ------- | ------- | ------------ | ------------ | ------------ | ------ | ------ | ------ |
| Sultanlar Ligi   | 25    | 11      | 6       | 5       | 11           | 3            | 8            | 22     | 9      | 13     |
| Coppa di Turchia | -     | 1       | 1       | 0       | 1            | 1            | 0            | 2      | 2      | 0      |
| Totale           | -     | 12      | 7       | 5       | 12           | 4            | 8            | 24     | 11     | 13     |

G = partite giocate; V = partite vinte; P = partite perse

### Statistiche dei giocatori
| Giocatore      | Campionato | Campionato | Campionato | Campionato | Campionato | Coppa di Turchia | Coppa di Turchia | Coppa di Turchia | Coppa di Turchia | Coppa di Turchia | Totale | Totale | Totale | Totale | Totale |
| Giocatore      | P          | PT         | AV         | MV         | BV         | P                | PT               | AV               | MV               | BV               | P      | PT     | AV     | MV     | BV     |
| -------------- | ---------- | ---------- | ---------- | ---------- | ---------- | ---------------- | ---------------- | ---------------- | ---------------- | ---------------- | ------ | ------ | ------ | ------ | ------ |
| İ. Albayrak    | 21         | 86         | 49         | 24         | 13         | 1                | 0                | 0                | 0                | 0                | 22     | 86     | 49     | 24     | 13     |
| S. Atkinson    | 11         | 178        | 159        | 12         | 7          | -                | -                | -                | -                | -                | 11     | 178    | 159    | 12     | 7      |
| R. Çakmak      | 4          | 0          | 0          | 0          | 0          | 2                | 0                | 0                | 0                | 0                | 6      | 0      | 0      | 0      | 0      |
| C. Çınar       | 11         | 2          | 2          | 0          | 0          | 2                | 0                | 0                | 0                | 0                | 13     | 2      | 2      | 0      | 0      |
| S. Gönülkırmaz | 21         | 112        | 62         | 36         | 14         | 2                | 17               | 11               | 3                | 3                | 23     | 129    | 73     | 39     | 17     |
| B. Kayacan     | 21         | 0          | 0          | 0          | 0          | 2                | 0                | 0                | 0                | 0                | 23     | 0      | 0      | 0      | 0      |
| S. Menekşe     | 8          | 10         | 7          | 2          | 1          | 2                | 9                | 8                | 0                | 1                | 10     | 19     | 15     | 2      | 2      |
| A. Özdemir     | 16         | 38         | 21         | 13         | 4          | 2                | 7                | 3                | 3                | 1                | 18     | 45     | 24     | 16     | 5      |
| H. Rousseaux   | 21         | 377        | 327        | 26         | 24         | 2                | 33               | 27               | 5                | 1                | 23     | 410    | 354    | 31     | 25     |
| A. Tecimer     | 10         | 7          | 7          | 0          | 0          | 2                | 9                | 8                | 1                | 0                | 12     | 16     | 15     | 1      | 0      |
| H. Topaloğlu   | 22         | 197        | 168        | 15         | 14         | 2                | 7                | 3                | 2                | 2                | 24     | 204    | 171    | 17     | 16     |
| B. Ünal        | 22         | 73         | 30         | 24         | 19         | 2                | 10               | 5                | 3                | 2                | 24     | 83     | 35     | 27     | 21     |
| E. Uzun        | 8          | 18         | 14         | 1          | 3          | 2                | 5                | 3                | 2                | 0                | 10     | 23     | 17     | 3      | 3      |
| K. Zhidkova    | 11         | 150        | 131        | 13         | 6          | 2                | 16               | 14               | 1                | 1                | 13     | 166    | 145    | 14     | 7      |

P = presenze; PT = punti totali; AV = attacchi vincenti; MV = muri vincenti; BV = battute vincenti